# John W. Björling
För personer med liknande namn, se John Björling.
Johan Waldemar Björling, känd som John W. Björling, född 15 februari 1878 i Hedvig Eleonora församling, Stockholm, död 18 maj 1953 i Brännkyrka församling, var en svensk skådespelare, bryggeriarbetare och timmerman.
John W. Björling gifte sig 1913 med Tora Westerlund (1885–1958) och de hade bland flera barn, bland dem sönerna John E. Björling (1909–1993) och Sven Björling (1913–1985).
John W. Björling är begravd på Skogskyrkogården i Stockholm.

## Filmografi
- 1943 – En fånge har rymt
- 1944 – Flickan och Djävulen
- 1944 – Vi behöver varann
- 1945 – Maria på Kvarngården
- 1946 – Kris
- 1946 – Hotell Kåkbrinken
- 1946 – Det regnar på vår kärlek
- 1946 – Pengar - en tragikomisk saga
- 1946 – Djurgårdskvällar
- 1946 – Det glada kalaset
- 1946 – Ödemarksprästen
- 1946 – Barbacka
- 1947 – Ådalens poesi
- 1947 – Maj på Malö
- 1947 – Skepp till India land
- 1947 – Folket i Simlångsdalen
- 1948 – Janne Vängmans bravader
- 1948 – Marknadsafton
- 1948 – Hamnstad
- 1948 – Var sin väg
- 1948 – En man gör sitt val
- 1949 – Fängelse
- 1949 – Människors rike
- 1949 – Havets son
- 1949 – Janne Vängman på nya äventyr
- 1950 – Åsa-Nisse på jaktstigen
- 1950 – Kvartetten som sprängdes
- 1952 – Han glömde henne aldrig
- 1953 – Vägen till Klockrike
- 1953 – Barabbas
- 1953 – Gycklarnas afton
- 1953 – Ursula – flickan i finnskogarna